# Sommernacht in Rom
Sommernacht in Rom ist ein Lied des deutschen Schlagersängers G. G. Anderson aus dem Jahr 1985.

## Entstehung und Veröffentlichung
Das Lied wurde vom Interpreten selbst, zusammen mit Bernd Dietrich und Engelbert Simons geschrieben beziehungsweise komponiert. Dietrich zeichnete darüber hinaus für die Produktion verantwortlich.
Die Erstveröffentlichung von Sommernacht in Rom erfolgte als Single im Mai 1985 bei der Hansa Musik Produktion. Diese erfolgte als 7″-Single mit der B-Seite 1000 Stunden hat die Nacht. Im September 1985 erschien das Lied als Teil von G. G. Andersons dritten Studioalbum Was ich Dir sagen möchte.
Um das Lied zu bewerben, erfolgte unter anderem in ein Liveauftritt als Neuvorstellung in der ZDF-Hitparade vom 24. Juli 1985.

## Inhalt
In dem Lied geht es um eine Liebesnacht in Rom.

## Charts und Chartplatzierungen
| ChartsChartplatzierungen | Höchstplatzierung | Wochen/ Monate |
| ------------------------ | ----------------- | -------------- |
| Deutschland (GfK)        | 28 (17 Wo.)       | 17 Wo.         |
| Österreich (Ö3)          | 16 (2½ Mt.)       | 2½ Mt.         |